# 吹上町田尻
吹上町田尻（ふきあげちょうたじり）は、鹿児島県日置市の大字。旧阿多郡伊作郷田尻村、阿多郡伊作村大字田尻、日置郡伊作町大字田尻、日置郡吹上町田尻。人口は288人、世帯数は146世帯（2020年10月1日現在）。郵便番号は899-3308。

## 地理
日置市の南部、小野川の中流域に位置する。字域の北方から西方にかけては吹上町永吉、南方には吹上町中原、西方には吹上町小野、吹上町花熟里、西方から南方にかけては吹上町与倉にそれぞれ接している。
字域の南部にある中島常楽院は薩摩琵琶の発祥の地とされており、鹿児島県の指定文化財となっている。
字域の南端部に国道270号が通り、字域の中央部を小野川に沿って鹿児島県道296号田之頭吹上線が南北に通っている。
集落は小野川付近と永吉川上流域の山間部に存在している。

### 河川
- 小野川

## 歴史

### 田尻の成立と中世
田尻という地名は鎌倉期より見え、薩摩国伊作荘（庄）のうちであった。建長7年の関東下知状に島津忠久の自名の村の1つとして「田尻・和田・大野三ケ村」と見えるのが初見である。

### 近世の田尻
江戸期には薩摩国阿多郡伊作郷（外城）のうちであった。村高は「天保郷帳」及び「郡村高辻帳」では1,820石余、「三州御治世要覧」には1,330石余、「旧高旧領取調帳」には1,292石余と記載されている。
宝暦6年に今和泉島津家の島津因幡の持切在となり、以後今和泉郷（現在の指宿市の一部）の領主である今和泉島津家の持切在となった。

### 町村制施行以後
1889年（明治22年）に町村制が施行されたのに伴い伊作郷の区域より伊作村が成立し、江戸期の田尻村は伊作村の大字「田尻」となった。1922年（大正11年）には伊作村が町制施行し、伊作町となり同町の大字となり、1955年（昭和30年）に伊作町と永吉村が合併し、吹上町が新設され同町の大字となった。
2005年（平成17年）には吹上町が伊集院町、東市来町、日吉町と合併し日置市が新設され、大字田尻は日置市の大字「吹上町田尻」となった。

## 施設
教育
- 日置市立花田小学校
1879年（明治12年）に花田小学校として設置され、1887年（明治20年）に花田尋常小学校、1921年（大正10年）には高等科を設置し花田尋常高等小学校、1941年（昭和16年）には国民学校令が施行され花田国民学校となり、1947年（昭和22年）に伊作町立花田小学校、1955年（昭和30年）には吹上町立花田小学校、2005年（平成17年）に日置市立花田小学校となった。

寺院
- 中島常楽院

## 小・中学校の学区
市立小・中学校に通う場合、学区（校区）は以下の通りとなる。
| 大字       | 区域           | 小学校             | 中学校             |
| ---------- | -------------- | ------------------ | ------------------ |
| 吹上町田尻 | 下田尻、中田尻 | 日置市立花田小学校 | 日置市立吹上中学校 |
| 吹上町田尻 | 坊野           | 日置市立永吉小学校 | 日置市立吹上中学校 |
| 吹上町田尻 | その他         | 日置市立伊作小学校 | 日置市立吹上中学校 |

## 交通

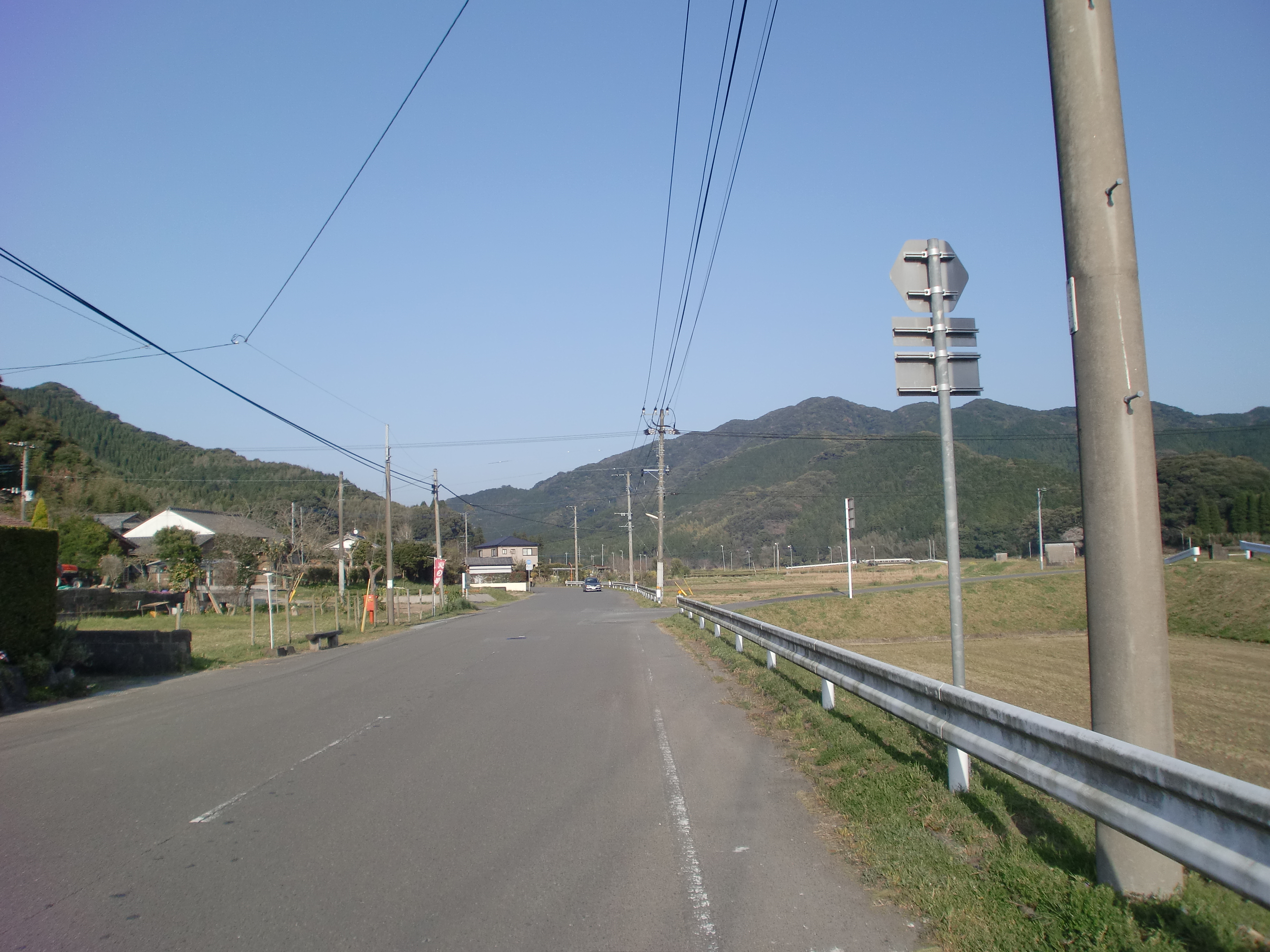
鹿児島県道296号田之頭吹上線（松元方面）

### 道路
国道
- 国道270号

県道
- 鹿児島県道296号田之頭吹上線

### 鉄道
字域内には鉄道は通っておらず、1984年までは吹上町中原に所在していた鹿児島交通枕崎線の吹上浜駅または吹上町永吉にあった永吉駅が最寄駅であったが同線の廃止により廃駅となり現在は利用できない。